# Allen (Philippines)
Pour les articles homonymes, voir Allen.
Allen est une localité de la province de Samar du Nord, aux Philippines. En 2015, elle compte 25 469 habitants.